# Монпансье
Монпансье́ (фр. Montpensier) — мелкие разноцветные леденцы, упаковываемые в жестяную коробочку.
Название происходит от имени герцогини де Монпансье, известной по романам Дюма как Великая Мадемуазель (фр. La Grande Mademoiselle). Название было принято в России для отличия от крупного крашеного фигурного леденца (медведь, петух и тому подобные) и леденцовых конфет прямоугольной или цилиндрической формы (прозрачные, барбарис, театральные, мятные).